# Шуберт ван Эренберг, Вильгельм
Вильгельм Шуберт ван Эренберг, или Виллем Шубарт ван Эренберг, также: Вильгельм Шуберт фон Эренберг или Вильгельм Шуберт ван Эренберг (нидерл. Wilhelm Schubert van Ehrenberg, Willem Schubart van Ehrenberg, Wilhem Schubert von Ehrenberg, Wilhem Schubert van Ehrenberg; 1630 или 1637, Антверпен — ок. 1676, Антверпен) — фламандский рисовальщик и живописец. Работал в основном в Антверпене, специализировался на архитектурных картинах, в том числе на изображениях реальных и воображаемых церковных интерьеров, дворцов эпохи Возрождения и воображаемых картинных галерей.

## Биография
Художник родился в Антверпене, его крещение зарегистрировано 12 мая 1630 года. Однако, согласно неназванному источнику, он родился в Эренберге в Германии в 1637 году (что косвенно подтверждается необычными именем и фамилией). В 1662 году Вильгельм (Виллем) стал членом антверпенской Гильдии Святого Луки. Большую часть своей жизни он прожил в Антверпене. Возможно, путешествовал по Италии. Дата его смерти в точности не известна; предположительно между 1687 годом (последняя дата одной из его датированных работ) и 1707 годом.
Ван Эренберг женился в Антверпене 5 августа 1665 года на Марии Сейс, дочери художника Яна Сейса. Его дети: Лукас Виллем (крещён 18 октября 1666) и Питер Шуберт (Петер Шубарт; крещён 6 февраля 1668). Питер Шуберт был художником, он сделал успешную карьеру живописца, гравёра и сценографа в Вене.
Вильгельм ван Эренберг был учителем живописца архитектурных картин Якоба Фердинанда Сея.

## Творчество
В своих картинах ван Эренберг изображал фантастические дворцы и церкви эпохи Возрождения, которые отражают его интерес к театральной сцене, поскольку его композиции часто напоминают театральные декорации и используют драматические световые эффекты. Ван Эренберг также изображал художественные галереи частных коллекционеров. Большинство картин ван Эренберга были написаны между 1660 и 1670 годами, обычно представляют собой совместную работу: другие художники добавляли фигуры или животных. Это была обычная практика в Антверпене XVII века. Сохранились также рисунки, иллюстрирующие путешествие ван Эренберга в Италию.
Среди его сотрудников были Хендрик ван Миндерхаут, Гаспар де Витте, Иероним Янссенс и Шарль Эммануэль Бизе.
Особый интерес представляет серия картин ван Шуберта, изображающих «Семь чудес света», таких как Галикарнасский мавзолей и храм Дианы в Эфесе (обе находятся в музее Анри Дюпюи, Сент-Омер), а также две картины с изображением разрушенных надгробий (обе в Оксфорде: Колледж Анон II, Оксфордский университет).
Вильгельм Шуберт ван Эренберг работал также в жанре «галерейных картин». Этот жанр зародился в Антверпене, где Франс Франкен Младший и Ян Брейгель Старший были первыми художниками, создавшими картины из произведений искусства и редких коллекций в 1620-х годах. «Галереи» изображают большие комнаты, в которых в изысканной обстановке выставлено множество картин и других драгоценных предметов. Самые ранние картины этого жанра представляли предметы искусства вместе с другими предметами, такими как научные инструменты или необычные образцы природы. Такие картины были весьма популярными, их писали и другие художники, такие как Ян Брейгель Младший, Корнелис де Бельёр, Ганс Йорданс, Давид Тенирс Младший, Гиллис ван Тилборх и Иероним Янссенс.
В санкт-петербургском Эрмитаже имеется картина ван Эренберга «Внутренний вид церкви».

## Галерея

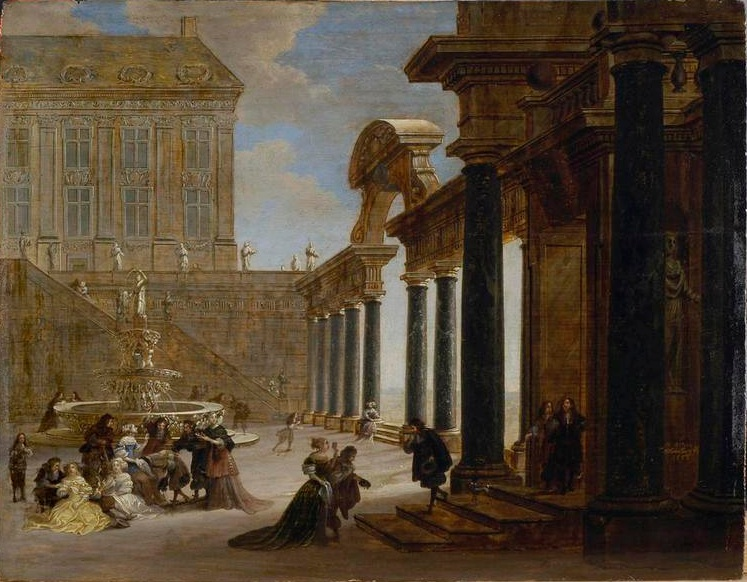
Совместно с Иеронимом Янссенсом. Игра «Тёплая рука» во дворе дворца. 1666. Холст, масло. Музей изобразительного искусства, Страсбург
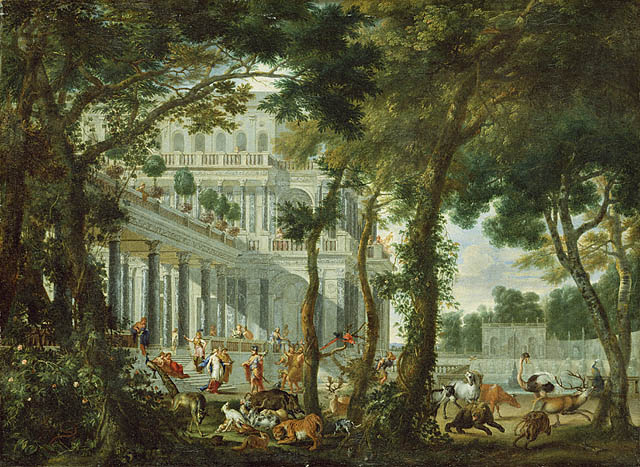
Улисс и Цирцея. 1667. Холст, масло. Центр Гетти, Лос-Анджелес
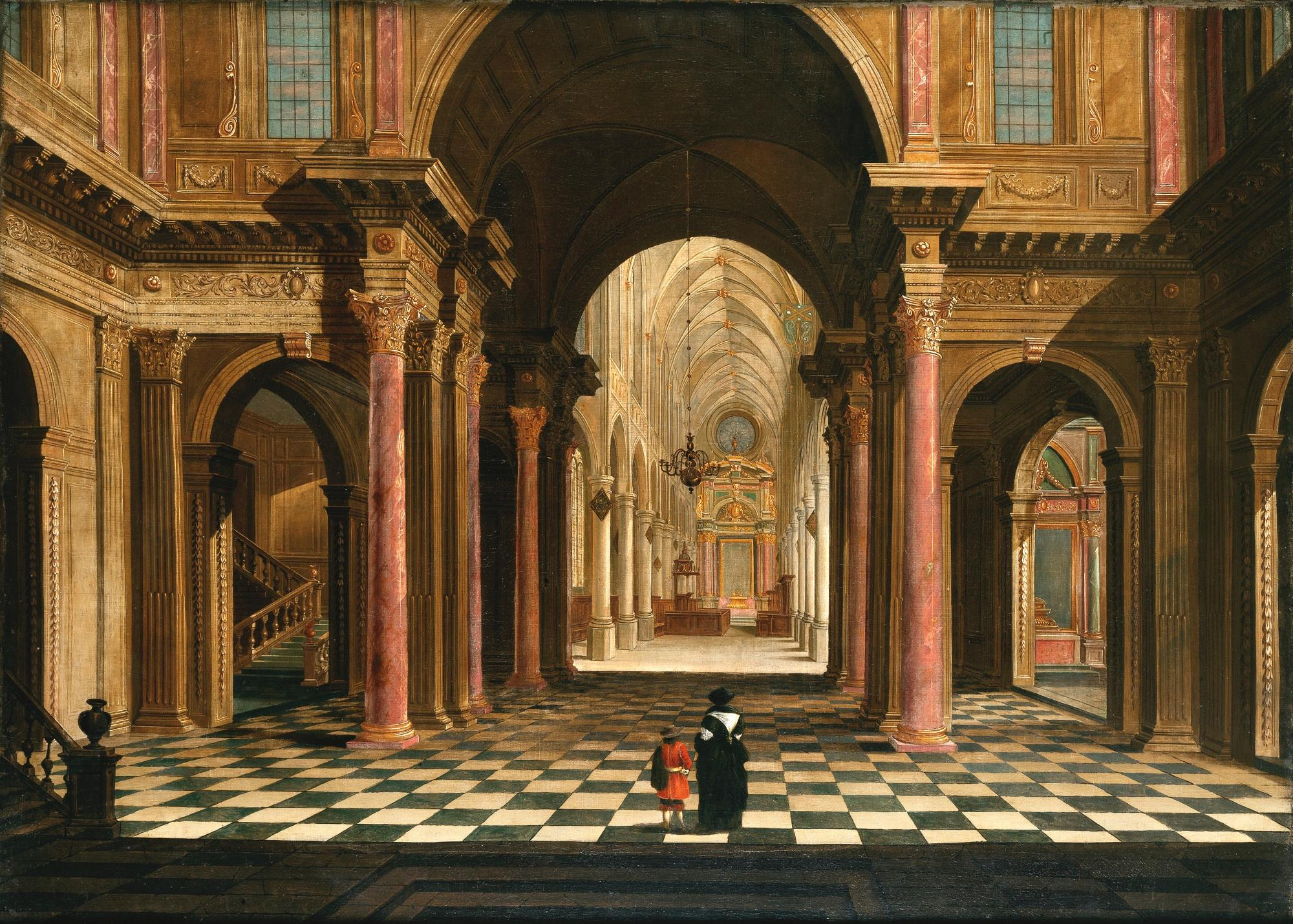
Две фигуры в классическом церковном интерьере. Холст, масло. Частное собрание
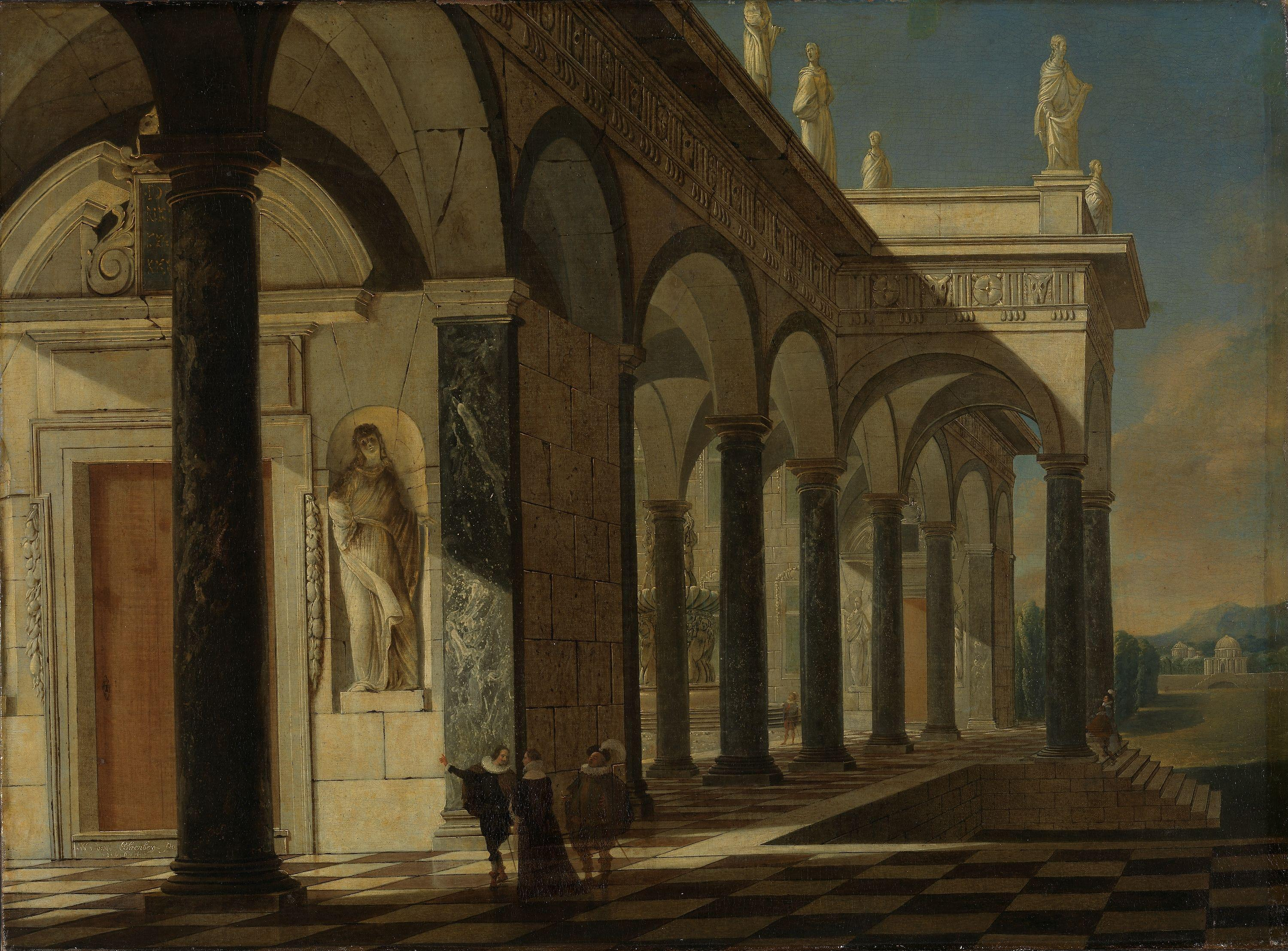
Архитектурная сцена. 1664. Холст, масло. Национальный музей искусства, архитектуры и дизайна. Осло
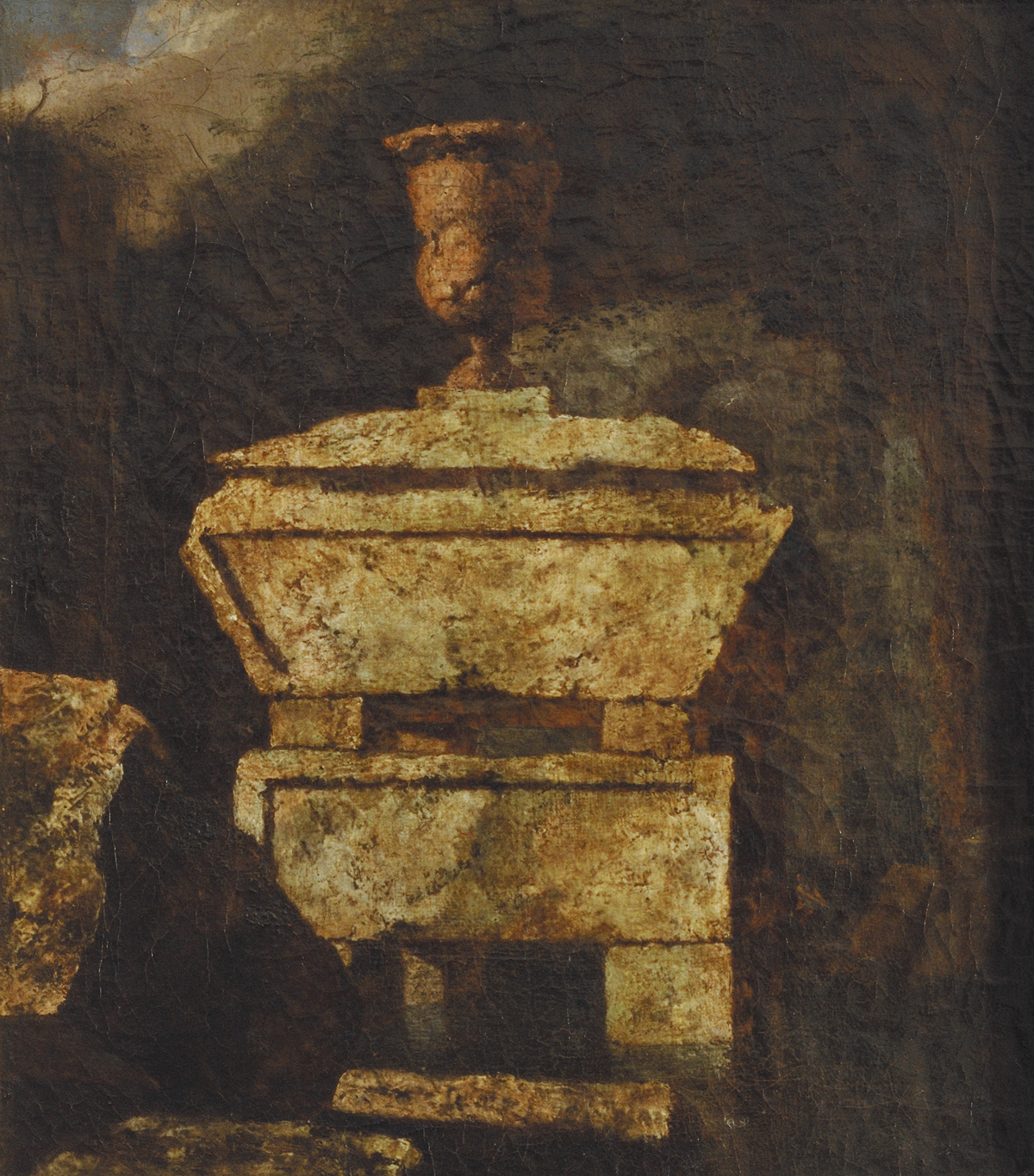
Руины гробницы. Между 1645 и 1687. Холст, масло. Колледж Анон II, Оксфордский университет, Оксфорд
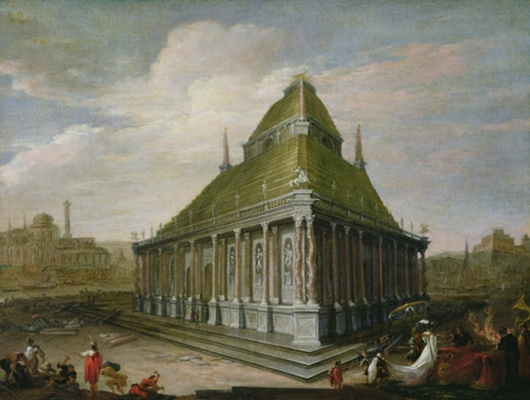
Из серии «Семь чудес света». Мавзолей в Галикарнасе. Между 1650 и 1675. Холст, масло. Музей Отеля Санделен (Музей А. Дюпюи), Сент-Омер
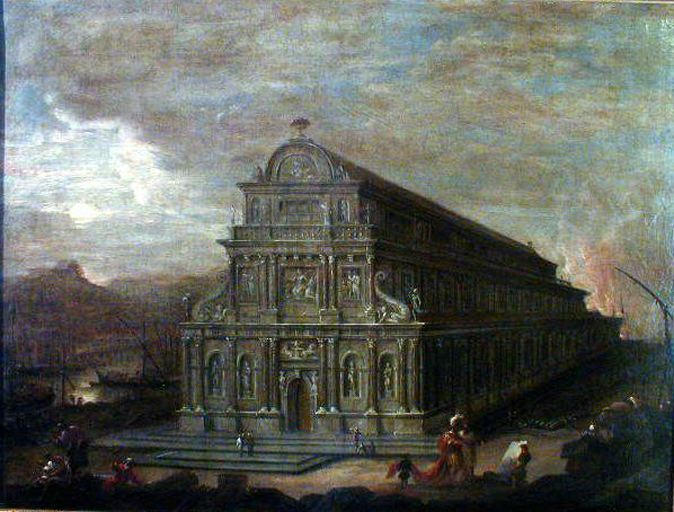
Из серии «Семь чудес света». Храм Дианы в Эфесе. Между 1650 и 1675. Холст, масло. Музей А. Дюпюи, Сент-Омер
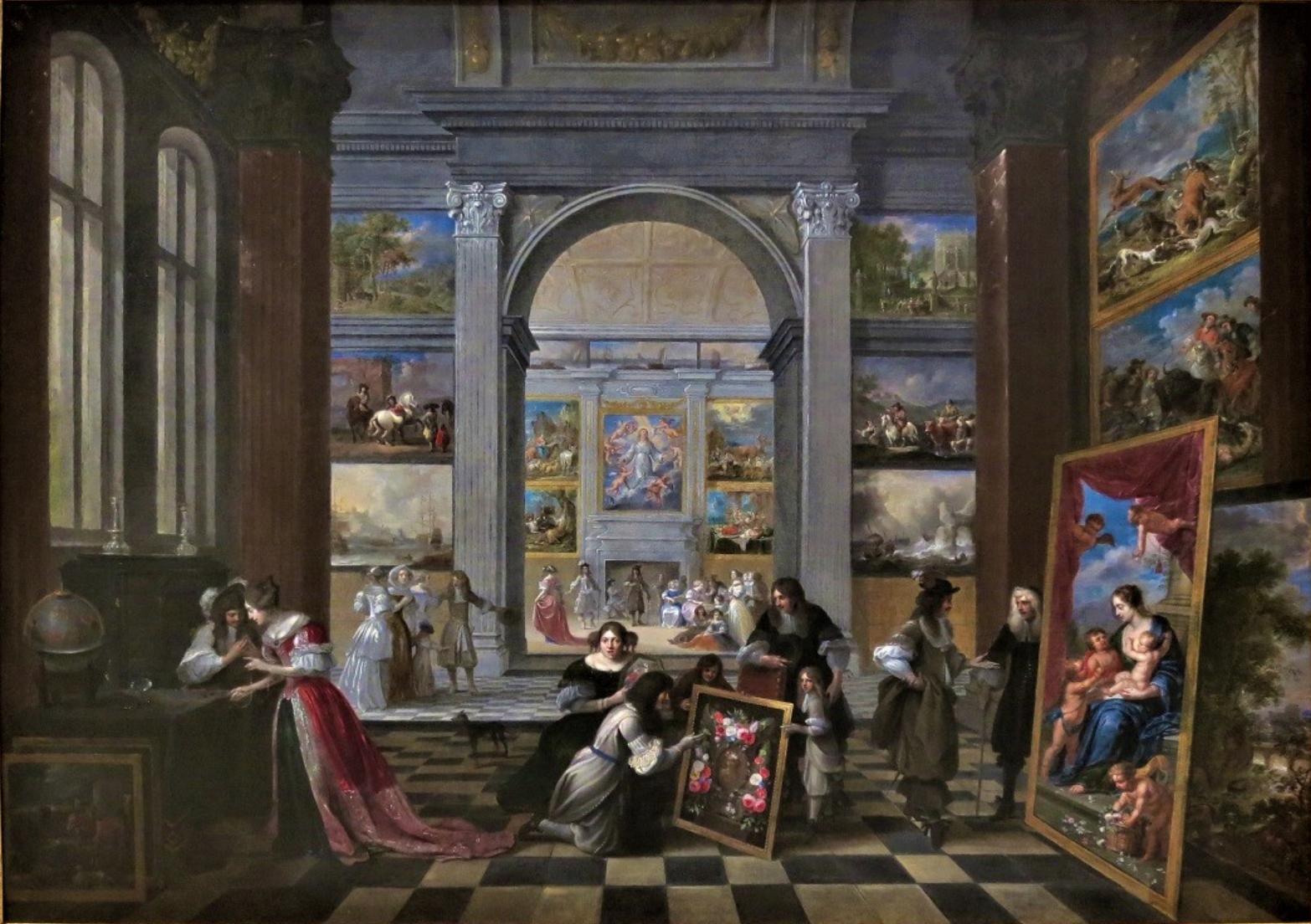
Совместно с Г. Де Витте и И. Янссенсом. Интерьер коллекционера с множеством посетителей. Между 1639 и 1693. Холст, масло. Музей Жироде, Монтаржи
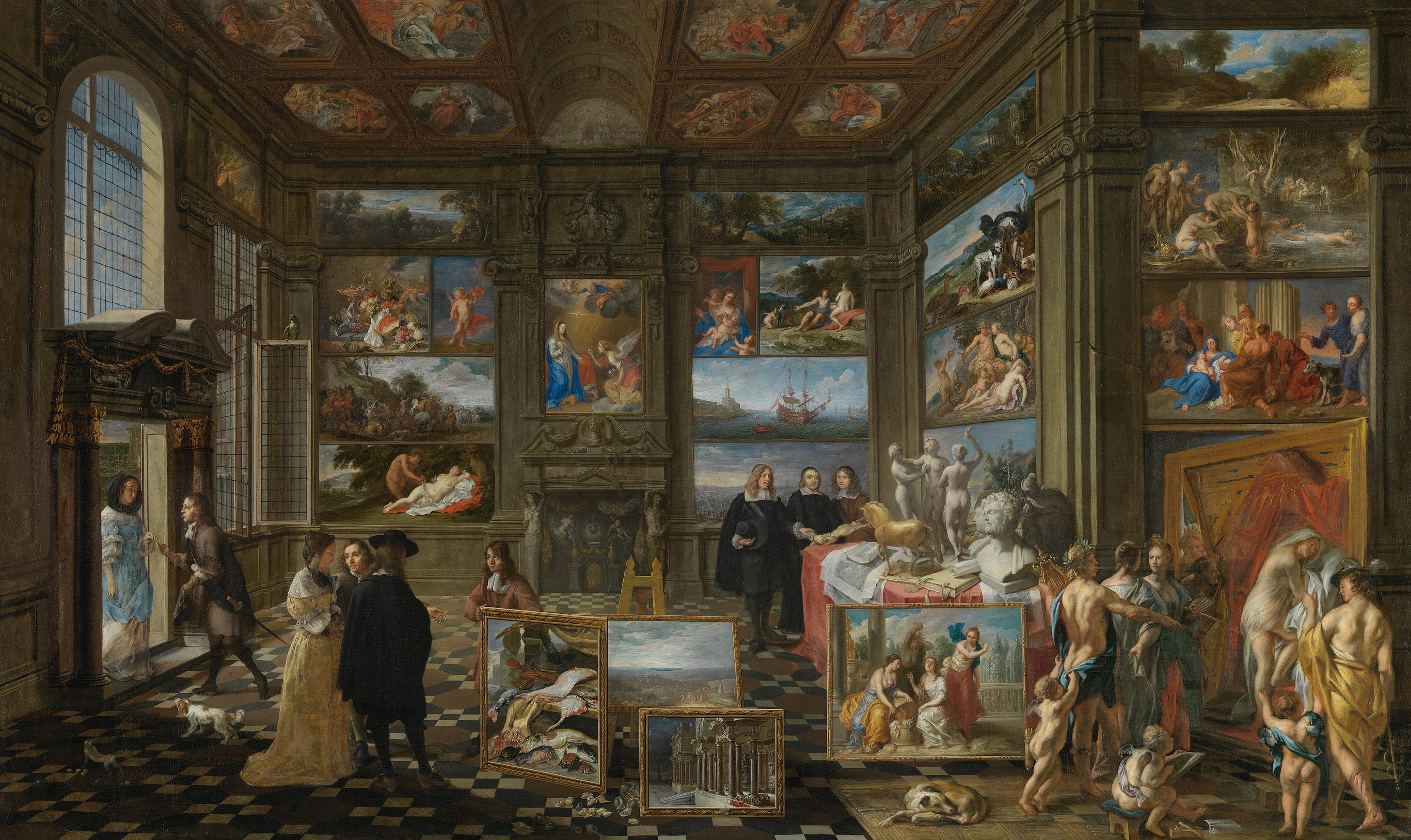
Совместно с Ш. Э. Бизе. Интерьер воображаемой картинной галереи. 1666. Холст, масло. Старая пинакотека, Мюнхен